# Folgore (MC490)
Folgore (MC490) byl rychlý útočný člun italského námořnictva. Dle konkrétní mise mohl být vyzbrojen jako dělový člun, nebo torpédový člun. Ve službě byl v letech 1955–1976.

## Stavba

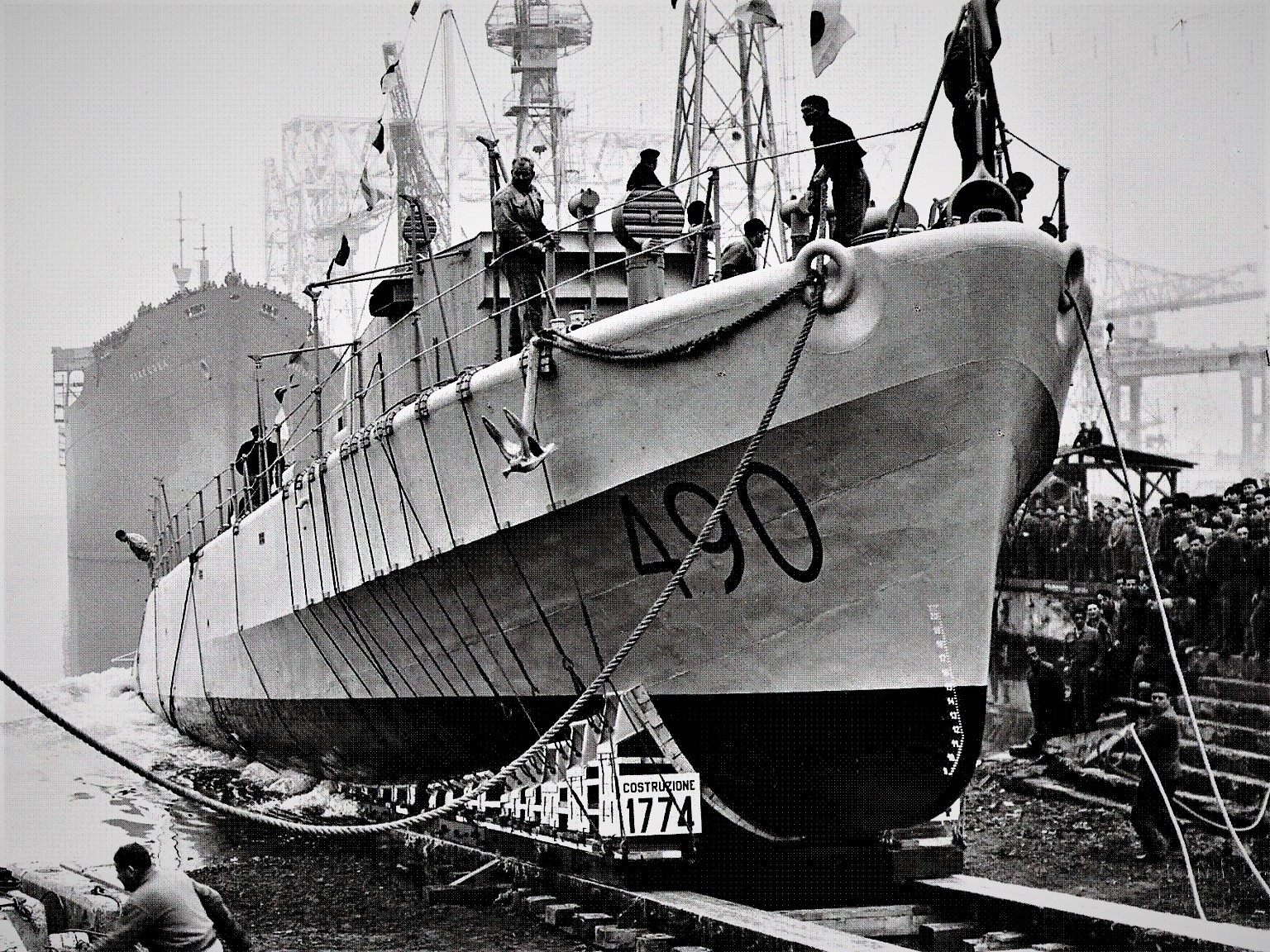
Spuštění na vodu

Plavidlo MC490 postavila italská loděnice Cantieri Riuniti dell'Adriatico (CRDA) v Monfalcone. Na vodu bylo spuštěno 21. ledna 1954 a do služby bylo přijato v srpnu 1955.

## Konstrukce

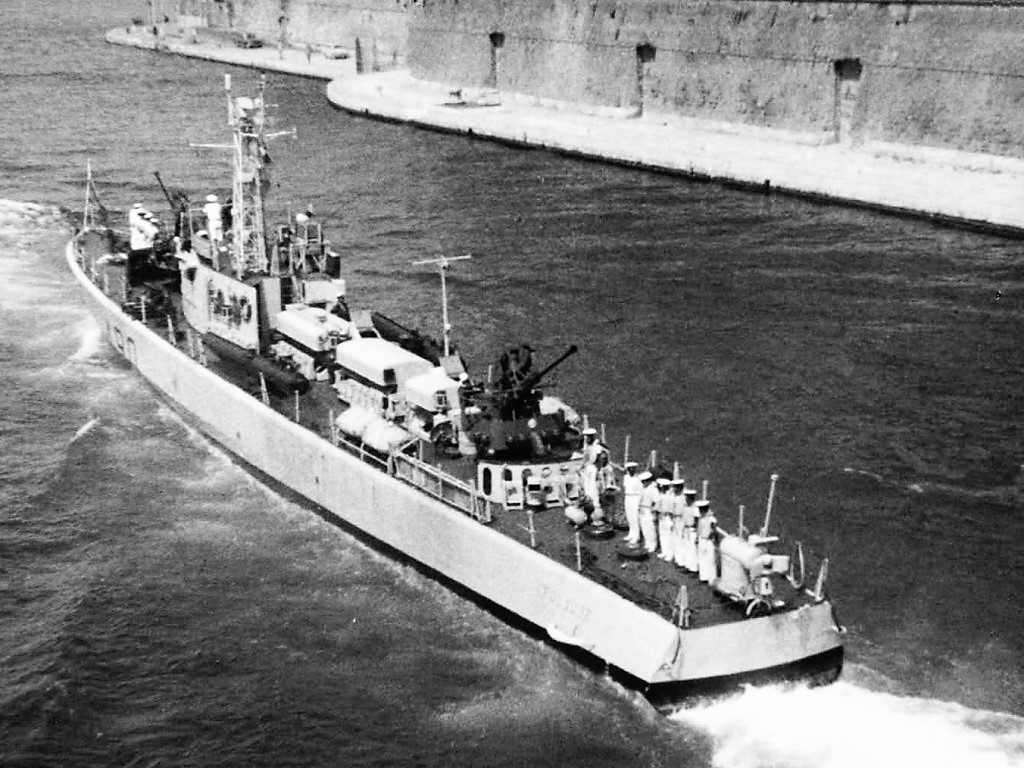
Folgore

Plavidla bylo vybaveno radarem. Složení výzbroje mohlo být upravováno dle typu mise. Například mohl nést dva 40mm/60 kanóny Bofors Mk.3 a dva 533mm torpédomety. Torpédomety mohl nést až čtyři. Dále mohl nést námořní miny. Pohonný systém tvořily čtyři diesely o výkonu 10 000 hp, pohánějící čtyři lodní šrouby. Nejvyšší rychlost dosahovala 36 uzlů.